# ساروناس فاسيليوسكاس
ساروناس فاسيليوسكاس (بالليتوانية: Šarūnas Vasiliauskas)‏ مواليد 27 مارس 1989، هو لاعب كرة سلة ليتواني يلعب حاليا في الدوري الليتواني لكرة السلة ويحمل الرقم 15. يبلغ طوله 6 قدم 2 بوصة (1.9 م).

## روابط خارجية
- ساروناس فاسيليوسكاس على موقع الاتحاد الدولي لكرة السلة (الإنجليزية)
- ساروناس فاسيليوسكاس على موقع الدوري الإسباني لكرة السلة (الإسبانية)
- ساروناس فاسيليوسكاس على موقع كرة السلة الأوروبية.كوم (الإنجليزية)
- ساروناس فاسيليوسكاس على موقع ريلجم (الإنجليزية)
- ساروناس فاسيليوسكاس على موقع بروبوليرز (الإنجليزية)
- ساروناس فاسيليوسكاس على موقع سبورتس رفرنس (الإنجليزية)